# Zbigniew Szymaniak
Zbigniew Szymaniak (ur. 15 kwietnia 1936) – polski bokser, wielokrotny medalista mistrzostw Polski.

## Życiorys
Czterokrotnie zdobywał brązowe medale mistrzostw Polski: w wadze lekkośredniej (do 71 kg) w 1957, 1958 i 1961 oraz w wadze średniej (do 75 kg) w 1965. Zdobył drużynowe mistrzostwo Polski z Legią Warszawa w sezonie 1957/1958.
W 1957 i 1958 trzykrotnie wystąpił w meczach reprezentacji Polski, wszystkie walki wygrywając. 
Zajął 3. miejsce w wadze lekkośredniej  w Spartakiadzie Gwardyjskiej w 1961 w Bukareszcie.
W 1979 wystąpił w filmie Klincz w reżyserii Piotra Andrejewa, grając rolę boksera wybierającego się na sportową emeryturę.